# Micraira compacta
Micraira compacta är en gräsart som beskrevs av Michael Lazarides. Micraira compacta ingår i släktet Micraira och familjen gräs. Inga underarter finns listade i Catalogue of Life.